# Legends Of The Guardians: The Owls Of Ga'hoole - Original Motion Picture Soundtrack
Legends Of The Guardians: The Owls Of Ga'hoole – Original Motion Picture Soundtrack er et album med alle sangene fra 3D-filmen Legenden om Vogterne: Uglerne fra Ga'Hoole, og som blev udgivet den 21. september 2010 af WaterTower Music. Det amerikanske elektroniske projekt Owl City udgav sangen "To the Sky" eksklusivt til albummet, ligesom der i musikvideoen til sangen ses flere klip fra Legenden om vogterne: Uglerne fra Ga'Hoole. Albummets tretten andre sange er alle blevet komponeret af David Hirschfelder. I den officielle trailer til filmen spiller sangen "Kings and Queens" fra det amerikanske rockband 30 Seconds to Mars.
| #   | Titel                              | Sangskriver(e)         | Længde |
| --- | ---------------------------------- | ---------------------- | ------ |
| 1.  | "To the Sky"                       | Adam Young (Owl City)  | 3:39   |
| 2.  | "Flight Home (The Guardian Theme)" | David Hirschfelder(= - | 3:51   |
| 3.  | "Taken to Saint Aggeles"           | -                      | 5:37   |
| 4.  | "Welcome to the Pellatorium"       | -                      | 4:51   |
| 5.  | "A Long Way to the Guardians"      | -                      | 5:57   |
| 6.  | "You Know We're Flying"            | -                      | 2:37   |
| 7.  | "A Friend or Two"                  | -                      | 5:18   |
| 8.  | "The Boy Was Right"                | -                      | 4:04   |
| 9.  | "Sharpen the Battle Claws"         | -                      | 6:22   |
| 10. | "Follow the Whale's Fin"           | -                      | 5:11   |
| 11. | "Into Battle"                      | -                      | 5:07   |
| 12. | "Hello Brother"                    | -                      | 2:51   |
| 13. | "My Soldiers, My Sons"             | -                      | 3:27   |
| 14. | "More Baggy Wrinkles"              | -                      | 3:19   |

Sangen, der blev brugt i den officielle trailer
| #  | Titel              | Sangskriver(e)     | Længde |
| -- | ------------------ | ------------------ | ------ |
| 1. | "Kings and Queens" | 30 Seconds to Mars | 5:47   |

Sangen, der blev brugt da Soren flyver gennem den brændende skov
| #  | Titel                  | Sangskriver(e) | Længde |
| -- | ---------------------- | -------------- | ------ |
| 1. | "The Host of Seraphim" | Dead Can Dance | 6:22   |

Sangen, der blev brugt, da Soren flyver gennem monsunen
| #  | Titel         | Sangskriver(e) | Længde |
| -- | ------------- | -------------- | ------ |
| 1. | "Coming Home" | Lisa Gerrard   | 3:25   |

## Eksterne links
- www.legendoftheguardians.com – Officielle hjemmeside
- Soundtracks for Legend of the Guardians: The Owls of Ga'Hoole at Internet Movie Database